# Eugène Deschenaux
Pour les articles homonymes, voir Deschenaux.
Eugène Deschenaux, né le 16 juin 1874 à Romont et décédé le 28 mai 1940 à Fribourg, est une personnalité politique suisse et un juge au Tribunal fédéral, membre du Parti conservateur populaire suisse.

## Sources
- Georges Andrey, John Clerc, Jean-Pierre Dorand et Nicolas Gex, Le Conseil d’État fribourgeois : 1848-2011 : son histoire, son organisation, ses membres, Fribourg, Éditions La Sarine, 2012, 143 p. (ISBN 978-2-88355-153-4, lire en ligne), p. 64
- Erich Gruner, L'Assemblée fédérale suisse 1848-1920, p. 388